# Roštár
Roštár é um município da Eslováquia, situado no distrito de Rožňava, na região de Košice. Tem 8,54 km² de área e sua população em 2018 foi estimada em 631 habitantes.

## Demografia
| Ano:        | 1994 | 2004   | 2014    | 2024    |
| ----------- | ---- | ------ | ------- | ------- |
| Broj ljudi: | 495  | 538    | 609     | 701     |
| Razlika:    |      | +8,68% | +13,19% | +15,10% |

| Ano:               | 2023 | 2024   |
| ------------------ | ---- | ------ |
| Número de pessoas: | 676  | 701    |
| Diferença:         |      | +3,69% |